# Tim Mason (DJ)
Tim Mason es un disc jockey y productor británico con residencia en Brighton. Ganó popularidad en las pistas de baile gracias a sencillos como «The Moment», «Eternity» con Marrs TV & Harrison y «Chords of Life» los cuales ingresaron en las primeras posiciones en la lista Top 100 de Beatport.

## Biografía
En 2011, su sencillo debut titulado apropiadamente The Moment capturó la atención de las pistas de baile de todo el mundo. Después de semanas de respaldo de DJs como Tiësto, David Guetta, Laidback Luke, Dirty South, Calvin Harris y Erick Morillo, el jefe del sello y un tercio de Swedish House Mafia, Steve Angello, anunció que esta producción era de hecho la primera entrega de Tim Mason, lo que significó que un nuevo artista había firmado para su sello discográfico, Size Records.
Me encanta cómo algo tan intangible puede conectar a tantas personas, ya sea que estén en el mismo lugar o a un millón de kilómetros de distancia". Vivo para esos momentos en la pista de baile cuando todos y todo son eléctricos. Sabía que tenía que hacer música, dice Tim, y su pasión cobra vida en sus producciones y actuaciones.
En ese mismo año se empezaba a ganar el respeto del público en festivales y clubes donde ha tocado, tanto en el Reino Unido, Europa y Canadá, también gracias a sus remixes de "After" de Moby, "Where Them Girls At" de David Guetta, "Pressure" de Nadia Ali, Starkillers y Alex Kenji, "Pass at Me" de Timbaland y su versión de "Otherside" de Red Hot Chili Peppers resuenan sus ritmos y riffs.
Con el segundo single Anima causando una conversación muy popular en blogs, foros y después de las fiestas, Tim ha prometido algo muy especial para los fanáticos de su música.
Desde el 2016 edita habitualmente sus producciones a través de la discográfica de Sander van Doorn, DOORN Records y para la prestigiosa discográfica orientada al trance progresivo Zerothree. En 2018 remezcló "Be in the Moment" de Armin van Buuren.

## Discografía

### Sencillos
- 2011: ¨The Moment¨ (Size Records)
- 2011: ¨The Moment¨ (Steve Angello Edit) (Size Records)
- 2011: ¨Anima¨ (Size Records)
- 2013: ¨Swoon¨ (Size Records)
- 2014; ¨Starlight¨ (Spinnin' Records)
- 2014: ¨Togheter¨ (Spinnin' Records)
- 2015: ¨Rapture¨ (Spinnin' Records)
- 2015: ¨Eternity¨ (junto a Marrs TV con Harrison) (Spinnin' Records)
- 2015: ¨Output¨ (Armada Music/ Armada Trice))
- 2016: ¨Overdrive¨ (Zerothree Records)
- 2016: ¨Chord Of Life¨ (Zerothree Records)
- 2016: ¨Nothing More¨ (Zerothree Records)
- 2016: ¨Serum¨ (Zerothree Records)
- 2016: ¨The Light¨ (Doorn Records)
- 2017: ¨Never Me¨ (junto a CaPa con Kelli-Leigh) (Zerothree Records)
- 2017: ¨Drifter¨ (Doorn Records)
- 2017: ¨Inner Love¨ (con Sonny Noto) (Zerothree Records)
- 2017: ¨Figaloue¨ (Zerothree Records)
- 2017: ¨Twelve Beats¨ (Doorn Records)
- 2017: ¨Modulate¨ (Zerothree Records)
- 2017: ¨Aalto (Anjunabeats)
- 2017: ¨Switcher¨ (Zerothree Records)
- 2018: ¨Sonar¨ (Anjunabeats)
- 2018: ¨Najona¨ (Zerothree Records)
- 2018: ¨Lest We Forget¨ (Zerothree Records)
- 2018: ¨Spaceman¨ (Doorn Records)
- 2021: ¨Rezzie¨ (Zerothree Records)

### Remixes
- 2011: Alex Metric & Steve Angello feat. Ian Brown - Open Your Eyes (Tim Mason Festival Mix)
- 2011: Nadia Ali, Starkillers & Alex Kenji - Pressure (Tim Mason Remix)
- 2011: David Guetta feat. Flo Rida & Nicki Minaj - Where Them Girls At (Tim Mason Remix)
- 2011: Timbaland feat. Pitbull - Pass at Me (Tim Mason Remix)
- 2011: Lucid - I Can Help Myself (Tim Mason Remix)
- 2011: Red Hot Chilli Peppers - Otherside (Tim Mason Remix)
- 2012: Pnau - Solid Ground (Tim Mason Remix)
- 2012: Zedd - Stars Come Out (Tim Mason Remix)
- 2013: Kaskade & Swanky Tunes feat. Lights - No One Knows Who We Are (Tim Mason Remix)
- 2013: Steve Aoki & Angger Dimas feat. K.A.Y - Singularity (Tim Mason Remix)
- 2013: James Arthur - Recovery (Tim Mason Remix)
- 2014: Nause - Head Over Heels (Tim Mason Remix)
- 2014: Walden vs. Havana Brown - No Ordinary Love (Tim Mason Remix)
- 2016: Jason Ross feat. Lauren Ray - Waiting for the Sun (Tim Mason Remix)
- 2018: Armin van Buuren - Be in the Moment (Tim Mason Remix)